# Samanta Villar Fitó
Samanta Villar Fitó (Barcelona, 1975) és una periodista catalana.

## Biografia
Va néixer el 16 de setembre de 1975 a Barcelona, i és llicenciada en Periodisme per la Universitat Autònoma de Barcelona. Va realitzar un postgrau de direcció d'actors a la Universitat Ramon Llull i va estudiar interpretació dramàtica a l'Estudi d'Actors Nancy Tuñón de Barcelona.
Va començar treballant a TV3 com a ajudant de realització, i l'any 1998 va incorporar-se a Viladecans Televisió com a ENG i presentadora d'informatius. L'any següent ja presentava l'agenda cultural a Barcelona tv. Va sortir del canal local de Barcelona per incorporar-se a Televisió Espanyola a Catalunya. A TVE va presentar els informatius locals durant sis anys i va participar en equips informatius especials, com els que van informar de la mort del papa Joan Pau II.
El 2005 es va incorporar al programa España Directo com a reportera de la zona de Llevant, encara que el va presentar en alguna ocasió. Dos anys més tard, el 2007, va fitxar pel 3/24 com a presentadora dels informatius.
Des del setembre del 2008 treballa a la productora BocaBoca, on (el gener del 2009) va començar a presentar el programa 21 días, de Cuatro, al qual seguí Connexió Samanta, que dirigia i presentava. Més endavant, amb el programa 9 mesos amb Samanta, oferia un seguiment del seu propi embaràs, que concloïa amb el part dels seus fills bessons.
Ha publicat diversos llibres, entre els quals Madre hay más que una o La carga mental femenina, en què la reportera tracta sense embuts la duresa de la maternitat, els sacrificis que comporta i les dificultats de la conciliació amb la vida laboral.
Ha estat guardonada amb una Antena de Plata, una Antena d'Or i l'Ondas.

## Carrera televisiva
- Informatius, Viladecans Televisió, 1998
- Agenda cultural, Barcelona Televisió, 1999
- Informatius, TVE Catalunya, 1999-2005
- España Directo, TVE 2005-2007
- Informatius, Canal 3/24, Televisió de Catalunya. 2007- 2008
- 21 días, Cuatro, 2008-2010.
- Conexión Samanta, Cuatro, 2010-avui